# Plen
Plen est un petit androïde ludique. Très agile, il est capable de ramasser et jeter des objets, mais également de faire du roller ou du skate-board.
Il possède un processeur 32 bits ARM7 de 33 MHz. De plus, il est équipé d'une interface USB et Bluetooth et pilotable à distance par PC ou par téléphone portable.
Il est actuellement vendu 2 000 dollars.
| Caractéristiques techniques    | Caractéristiques techniques |
| ------------------------------ | --------------------------- |
| Hauteur                        | 23 cm                       |
| Poids                          | 700 g                       |
| Autonomie                      | inconnue                    |
| Degrés de liberté de mouvement | 18                          |